# تپه جمشید خانی
تپه جمشید خانی مربوط به عصر مس است و در شهرستان بروجرد، بخش مرکزی، دهستان شیروان، ۱ کیلومتری جنوب شرق روستای بصری واقع شده و این اثر در تاریخ ۲۸ اسفند ۱۳۸۵ با شمارهٔ ثبت ۱۸۳۳۸ به‌عنوان یکی از آثار ملی ایران به ثبت رسیده‌است.